# Évian-les-Bains
Évian-les-Bains (in italiano, desueto, Eviano, in francoprovenzale Évyan, Èvian o L'Èvian) – è un comune francese di 9 214 abitanti situato nel dipartimento dell'Alta Savoia nella regione dell'Alvernia-Rodano-Alpi. La cittadina è un noto centro termale sul lago Lemano, possiede un casinò e diversi hotel di lusso.
La località è famosa per l'omonima acqua e per aver ospitato la conferenza di Évian nel 1938 e gli accordi di Évian, che segnarono la fine della guerra d'Algeria, nel 1962.

## Storia
Le origini della città risalgono al periodo gallo-romano, ma solo nel secolo XIII con la costruzione di un castello il nucleo abitato inizia a prosperare. Évian divenne uno dei porti commerciali sul lago, oltre che un luogo di villeggiatura dei conti e duchi di Savoia.
Sotto dominazione vallese fino al 1569, essa fu occupata dai francesi e infine dalle truppe spagnole durante la guerra di successione austriaca.
Nel 1789 il marchese di Lessert scoprì le virtù dell'acqua sorgiva della fonte di Santa Caterina sul terreno di Cachat, il primo passo per il futuro sviluppo turistico della cittadina. Divenuta temporaneamente francese nel 1792, fu consegnata nuovamente ai Savoia nel 1814. I primi stabilimenti termali vengono edificati nel 1824, mentre due anni più tardi il re di Sardegna concede un'autorizzazione per l'imbottigliamento di acque minerali.
Controllata dalla Francia dal 1860, nei decenni successivi, con l'insediamento del Casinò e la costruzione del lungolago, la cittadina divenne progressivamente una località termale di particolare fama.

### Simboli
I pesci sono un richiamo al lago Lemano.

## Società

### Evoluzione demografica
Abitanti censiti